# Clinton Davisson Fialho
Clinton Davisson Fialho (Volta Redonda, 14 de julho de 1971) é um jornalista e escritor de ficção científica brasileiro.

## Biografia
Formado pela Universidade Federal de Juiz de Fora em jornalismo e pós-graduado pela Faculdade Miguel Ângelo da Silva Santos de Macaé em Afrocartografia – Cultura Africana e Indígena no Brasil e no mundo. Também é mestre em Comunicação na área de Cultura, Narrativas e Produção de Sentido na Universidade Federal de Juiz de Fora.
De 2011 a 2019, foi presidente do Clube de Leitores de Ficção Científica, entidade brasileira sem fins lucrativos que reúne fãs do gênero e realiza anualmente o Prêmio Argos.
No final da década de 90, participou da idealização, ao lado de Fábio M. Barreto e de outros membros da comunidade de fãs de Star Wars, da convenção anual de fãs de Guerra nas Estrelas no Brasil, a Jedicon, em 1999, tendo sido o primeiro apresentador deste evento no Brasil.
Foi um dos vencedores do prêmio Nautilus da revista Sci-fi News Contos em 2001 com a noveleta Hegemonia: Schowlen. Em 2008, foi apontado pelo escritor Fábio Fernandes como uma das promessas da ficção científica nacional.
Em 2011, participou da coletânea Space Opera - Odisseias Fantasticas Além da Fronteira Final organizado pelos escritores Hugo Vera e Larissa Caruso, reunindo noveletas de ficção científica do subgênero space opera, com trabalhos dos escritores Flávio Medeiros, Gerson Lodi-Ribeiro, Maria Helena Bandeira, Jorge Luiz Calife, Letícia Velásquez e Marcelo Jacinto Ribeiro. No mesmo ano, recebeu o Prêmio de Responsabilidade Social da Revista Visão Socioambiental, na categoria Empreendedor Social, pelo projeto "Pensando o Futuro de Macaé" que usa seu livro de ficção científica Hegemonia - O Herdeiro de Basten em salas de aula de escolas municipais de Macaé e Rio das Ostras como incentivo à leitura e integração entre as disciplinas de Ciências, Educação Artística, Literatura e Língua Portuguesa.
Como jornalista, atuou como editor dos jornais O Debate (Macaé), Diário da Costa do Sol e Macaé Jornal. Atua como jornalista na Secretaria de Educação da Prefeitura de Macaé e é jornalista colaborador da revista Sci-Fi News[carece de fontes?]

## Obras
- O Guerreiro das Estrelas - Peça Teatral, 1993
- A Entrevista de Christian Petersen - Conto, 1997
- A Menina e o Palhaço - Conto, 1997
- Diário da Sereia Catarina e o Pescador Gabriel - Conto, 1999
- Fáfia: A Copa do Mundo de 2022 - Romance, 1999
- Hegemonia: Schowlen - Noveleta, 2001
- Hegemonia: O Herdeiro de Basten  - Romance, 2007
- Hegemonia: A Esfera Dourada - Noveleta, 2011
- A Droga da Felicidade - Conto, 2011
- Brasil Fantástico - Coletânea, 2013
- Tobias - Curta Metragem, 2014
- O Pequeno Príncipe ao Pé da Letra - Curta Metragem, 2019